# PayOnline
PayOnline —  крупнейшая международная электронная платёжная система, основанная в 2009 году. Входит в тройку крупнейших платёжных сервис-провайдеров в интернете (IPSP; Internet Payment Service Provider) на российском рынке. Является членом Российской ассоциации электронных коммуникаций.
Система предоставляет клиентам (интернет-сайтам и мобильным приложениям) возможность принимать платежи по банковским картам Visa и MasterCard, а также с помощью электронных денег (Qiwi, WebMoney, Яндекс.Деньги).
В 2012 году система стала лауреатом «Премии Рунета» в категории «Экономика, Бизнес и Инвестиции».

## История
Компания PayOnline основана в России в 2009 году в качестве ООО «ПэйОнлайн Систем». 
В 2011 году PayOnline вошла в состав Российской ассоциации электронных коммуникаций (РАЭК). В следующем году компания получила «Премию Рунета» в номинации «Экономика, бизнес и инвестиции». В 2014 году завоевала награду Microsoft Partner Awards в номинации Windows 8 Partner Service of the Year.
В 2015 году на базе PayOnline выпущено решение для совершения автоматических платежей в туриндустрии Pay-Travel.
На сегодняшний день Генеральным директором компании является Данько Федор Александрович.